# Askahögen
Askahögen är en jordplattform till en stor byggnad, uppförd på 600-talet i byn Aska i Hagebyhöga socken, norr om Vadstena i tidigare Aska härad i Östergötland. Byggnaden revs på 900-talet, varefter plattformen kan ha tagits i bruk av häradstinget som ett slags scen på en tingsplats.

## Storhög visade sig vara långhusplattform
Askahögen ansågs länge vara en storhög, ett gravmonument. Med hjälp av georadar upptäcktes år 2013 grunden till en omkring 47,5 meter lång och omkring 14 meter bred hallbyggnad, en vikingahall på Askahögens plana topp. Detta långhus har dubbla vägglinjer, fyra ingångar och en möjlig eldstad i de centrala delarna av huset. Pålarna som bar upp huset har en diameter på omkring 1 meter. Likheter finns med Fornsigtuna (från 1600-talet känt som Signhildsberg) vid Mälaren och Lejre i Danmark. Allra mest påminner planlösningen om det nyligen delvis utgrävda stora hallhuset i Gamla Uppsala. Avståndet mellan de dubbla väggarna är dock mindre i Gamla Uppsala. En mycket likartad planlösning tyder på nära kontakter mellan de båda platserna, men i vissa avseenden påminner arkitekturen om de danska ringformade fästningarna av Trelleborg-typ. 
Den tre meter höga husplattformen på vilken Vikingahallen uppfördes består av jordmassor som forslats dit av trälar under 600-talet. Genom att placera byggnaden ovanpå högen blev den synlig på långt håll.

## Rikhaltiga fynd tyder på kungligt maktcentrum
Aska-hallen uppfördes under 700- eller 800-talet. Aska kan under 800-talet antas ha varit säte för en kung som härskade över Östergötland. För det talar också ett tidigare fynd av ett förnämligt Frejasmycke av silver i en kvinnograv några hundra meter väster om Aska by. Vidare har hittats ett silverhängsmycke föreställande en vikingatida krigare. Dessa vikingatida fynd gjordes 1920 i mycket rikt utrustade gravar som även innehöll hästutrustningsdetaljer, förgyllda berlocker och en orientalisk bronskanna.
De talrika fynden från gravar alldeles i närheten vittnar om långväga handelskontakter med bland annat arabländerna. Såväl kannor som mynt kommer därifrån. De rika fynden från kvinnogravar betyder att det här funnits kvinnor som haft en viktig maktposition. Hit hör hängsmycken i form av berlocker som avbildar den havande Freja och Odens ansikte.
I åkrarna runt Askahögen hittades under början av 2000-talet med hjälp av metalldetektor fragment av spännbucklor, en kedja och en silverfiligranpärla daterade till 900-talet. 
Under sommaren 2020 gjordes en utgrävning av ungefär en femtedel av hallen varvid arkeologerna frilade en stenläggning på golvet och under den hittade stolphålen. Vidare fann man 23 guldminiatyrer, så kallade guldgubbar från vendeltiden omkring år 700. På en av guldminiatyrerna bär en kvinna runt halsen ett ryggknappspänne. Ett liknande spänne finns på det hänge föreställande Freja som tidigare påträffats på en kvinna som på 900-talet begravdes några hundra meter från hallbyggnaden. Fynden av guldgubbarna bekräftar enligt arkeologen Martin Rundkvist att Aska i Hagebyhöga var "en av Östergötlands absolut mäktigaste platser under den här tiden". Under nya utgrävningar sommaren 2021 hittades ännu fler guldgubbar. Sammanlagt har hittills 30 guldgubbar hittats i Askahögen.

## Centralplats
Platsens karaktär av centralplats markeras av att inte långt söder om Aska ligger det ena av Sveriges två Götala, vilket betyder Götarnas helgedom alternativt Odens helgedom. Endast en kilometer från Aska, i Klåstad, har resterna av en träkyrka (stavkyrka) med tidigkristna gravmonument påträffats, liksom en senare rundkyrka. Träkyrkan är Östergötlands äldsta kända kyrka, daterad till 1000-talets första hälft. Klåstad kan ha tagit över som en av flera centralplatser i samband med övergången till kristendomen då makten förefaller ha decentraliserats till flera kyrkplatser. Aska kan för en tid ha behållit rollen som tingsplats med tanke på häradet med samma namn. Wilhelm Tham uppger i sin beskrivning av Östergötland att den stora högen i Aska "förmenas ha varit häradets tingsplats" en gång i tiden.

## Oval form
Askahögens mått är ca 55 x 18 meter, vilket betyder att den har en oval form. Högen reser sig 3 meter över den omgivande marken. Långhuset var placerat på den flata ovansidan av högen.